# Andover (California)
Andover es un área no incorporada ubicada en el condado de Placer en el estado estadounidense de California.

## Geografía
Andover se encuentra ubicada en las coordenadas 39°18′38″N 120°14′50″O / 39.31056, -120.24722.